# خودکارسازی اداری
خودکارسازی اداری یا اتوماسیون اداری (به انگلیسی: office automation) مجموعه‌ای از روش‌های کاری و نرم‌افزار و سخت‌افزار رایانه است که برای ذخیره و بازیابی و مبادلهٔ اسناد و اطلاعات اداری به کار گرفته می‌شود. مهندسی اتوماسیون (automation engineering) رشتهٔ دانشگاهی مرتبط است.
بسیاری از تکنولوژی‌های جدید بر پایه این جمله به وجود آمده‌اند «انسان فکر کند، ماشین کار کند». با وجود گذشت سال‌ها از پیاده‌سازی انواع سیستم‌های مکانیزه مالی و صنعتی در سازمان‌ها و مؤسسات اقتصادی، امور اداری و دفتری و گردش اسناد مالی اغلب این مؤسسات به طریقهٔ سنتی انجام می‌گیرد. سرعت پایین، افزایش بوروکراسی، وابسته شدن سیستم به افراد و نیز عدم هماهنگی این روش با سیستم‌های مکانیزه سبب افزایش قابل ملاحظهٔ خطاهای انسانی و کاهش بهره‌وری در سازمان‌ها شده است. سازمان‌ها با استفاده از فناوری‌های خودکارسازی اداری، می‌توانند زمان پردازش اسناد را به‌طور میانگین ۳۰ تا ۵۰ درصد کاهش دهند، که این امر موجب بهبود بهره‌وری و کاهش هزینه‌ها در سازمان‌ها می‌شود.
سامانه‌های خودکارسازی اداری یا همان اتوماسیون اداری با استفاده و بهره‌گیری از نرم‌افزار و سیستم رایانه‌ای، راهکارهای متنوعی برای تعریف و خودکارسازی فرایندهای موجود در سازمان‌ها و شرکت‌ها ارائه می‌کند، که نتیجه بهره‌بردن از آنها کاهش وابستگی فرایندها به افراد، افزایش سرعت کارها و فرایندها، کاهش بروز خطاهای انسانی و افزایش بهره‌وری در سازمان‌ها و شرکت‌ها است.
نتیجه اهداف، اندیشه‌ها و اقدامات انجام شده در هر سازمان به صورت اسناد و مدارک نگهداری می‌شود. این اسناد که با صرف وقت و هزینه‌های زیاد فراهم می‌آیند، حاوی اطلاعات و تجربیات گرانبهایی است که در دستیابی به اهداف سازمان نقش مهمی داشته و یکی از ابزارهای مهم مدیریت در تهیه برنامه‌ها و تصمیم‌گیری‌های استراتژیک محسوب می‌گردد.
حجم کارها و اهمیت اطلاعات در کلیه سازمان‌ها و شرکت‌ها با وجود استفاده از پرسنل متعدد شاهد رشدی روزافزون است. برنامه‌ریزی، سازماندهی، کنترل و نظارت بر عملکرد فعالیت‌های درون سازمانی یکی از مهم‌ترین معیارها و پیش نیازها در توسعه و کاربرد فناوری اطلاعات در سازمان‌های امروزی محسوب می‌شوند. تحقیقات گروه WFMC (تحقیقات انجمن مدیریت جریان کار - ۲۰۰۶) نشان می‌دهد سازمان‌ها و شرکت‌های سنتی در محصولات و خدمات خود عملاً تنها از ۳۰٪ زمان فرایندها ارزش افزوده دریافت می‌کنند و از ۷۰٪ زمان باقی‌مانده غیر از اتلاف وقت و هزینه چیزی عایدشان نمی‌شود. این آمار حتی در شرکت‌ها و بنگاه‌های اقتصادی موفق که گردش‌کاری سنتی را دنبال می‌کنند به‌صورتی واضح‌تر نمود پیدا می‌کند.
بسیاری از سازمان‌ها و شرکت‌هایی که از روش‌های سنتی استفاده می‌کنند، با مشکل شفافیت پایین ارتباطات روبه‌رو هستند و هرچه تعداد پرسنل و ابعاد سازمان یا شرکت افزایش یابد، میزان شفافیت در ارتباطات کاهش خواهد یافت و در نتیجه معضلاتی همچون فساد، پیگیری ضعیف کارها و فرایندها، عدم وجود نظم، کنترل و مدیریت ضعیف ارتباطات و سلسله‌مراتب را در سازمان‌ها و شرکت‌ها به همراه دارد. با پیاده‌سازی سامانه‌های خودکارسازی اداری (اتوماسیون اداری) امکان مدیریت ارتباطات به صورت کنترل‌شده، تسهیل‌شده و شفاف فراهم می‌گردد. اتوماسیون اداری یا سامانهٔ خودکارسازی اداری مجموعه ایی از ابزارهایی هست که برای ساده‌سازی و خودکارسازی فرایندهای کسب‌وکار طراحی شده و توسعه یافته است.
اجزای متنوع خودکارسازی اداری به بخش‌های گوناگون فرایندهای اداری پرداخته و طیف وسیعی از دستگاه‌های مورد کاربرد در این حوزه (ازجمله اسکنر، فکس، تلفن، ایمیل، موبایل و …) در شبکه‌ای رایانه‌ای توان مبادله اسناد و اطلاعات را دارند.
برخی بخش‌های رایج سیستم‌های خودکارسازی اداری به شرح زیر است:
1. درگاه سازمانی
2. کارپوشه (کارتابل) پرسنل
3. تقویم و برنامه‌ریزی روزانه
4. سیستم روابط عمومی
5. بایگانی و آرشیو اسناد
6. موتور جستجوی اسناد تحت وب
7. مدیریت فرایندهای کسب‌وکار
8. موتور گردش‌کار
9. طراح گردش‌کار
10. مدیریت صورت‌جلسه
11. مدیریت دبیرخانه
12. ارجاع الکترونیکی
13. کتابخانه الکترونیک
14. سیستم کنترل رفت‌وآمد اشخاص
15. پردازش تصویر - تشخیص حرکت توسط دوربین مداربسته
16. تلفن گویا
17. اطلاع‌رسانی گویا
18. داشبوردهای دیجیتال مدیریت استراتژیک سازمان
19. مدیریت ارسال و دریافت پیام کوتاه
20. مدیریت ارسال و دریافت پیام چندرسانه‌ای
21. مدیریت ارسال و دریافت فکس
22. مدیریت ارسال و دریافت ایمیل
23. دفترچه یادداشت روزانه
24. گفتگو و تبادل پیغام
25. مدیریت زمان‌بندی گزارش‌ها

۲۶- مدیریت و امنیت ۶لایه
1. گزارش ساز پویا
2. تحلیل داده‌ها در کسب‌وکار هوشمند
3. فرم ساز پویا
4. دسترسی از راه دور به سیستم - تحت وب